# Chung kết UEFA Champions League 2026
Trận chung kết UEFA Champions League 2026 là trận đấu cuối cùng của mùa giải UEFA Champions League 2025–26, mùa thi đấu thứ 71 tại giải đấu tập hợp tất cả các câu lạc bộ hàng đầu châu Âu do UEFA tổ chức, và là mùa bóng thứ 34 kể từ khi giải thay tên từ European Champion Clubs' Cup thành UEFA Champions League. Trận đấu dự kiến sẽ diễn ra vào ngày 30 tháng 5 năm 2026 tại Puskás Aréna ở Budapest, Hungary.
Đội vô địch sẽ giành quyền thi đấu với nhà vô địch UEFA Europa League 2025–26 trong trận Siêu cúp châu Âu 2026, góp mặt tại trận chung kết Cúp Liên lục địa 2026, đồng thời giành suất tham dự Giải vô địch bóng đá thế giới các câu lạc bộ 2029. Ngoài ra, đội chiến thắng cũng sẽ đủ điều kiện để bước vào vòng knock-out của UEFA Champions League 2026–27, trừ khi họ đã giành quyền tham dự Champions League thông qua thành tích tại giải quốc nội. Trong trường hợp đó, suất tham dự sẽ được điều chỉnh để đảm bảo sự cân bằng trong danh sách đội bóng góp mặt.

## Lựa chọn chủ nhà
Vào ngày 17 tháng 5 năm 2023, UEFA chính thức khởi động quá trình mời thầu tổ chức trận chung kết, được tiến hành song song với quá trình lựa chọn sân vận động tổ chức cho trận chung kết 2027. Các đơn vị quan tâm có thể đăng ký đấu thầu cho một trong hai trận, hoặc cả hai. UEFA yêu cầu các sân vận động được đề cử phải sử dụng mặt cỏ tự nhiên, đạt tiêu chuẩn hạng 4 UEFA – cấp độ cao nhất dành cho sân thi đấu, và có sức chứa tối thiểu 70,000 chỗ ngồi.
- 17/5/2023: UEFA chính thức gửi thư mời đăng ký tham gia quá trình đấu thầu
- 17/7/2023: Hạn chót để các bên nộp đăng ký tham gia
- 26/7/2023: UEFA gửi hồ sơ yêu cầu đấu thầu đến các đơn vị đăng ký
- 15/11/2023: Hạn nộp hồ sơ dự thầu sơ bộ
- 21/2/2024: Hạn nộp hồ sơ dự thầu chính thức
- 22/5/2024: UEFA công bố quốc gia đăng cai

Kết quả, sân vận động Puskás Aréna ở Budapest, Hungary đã được Ủy ban điều hành UEFA chỉ định làm địa điểm tổ chức. Quyết định được đưa ra tại cuộc họp diễn ra ngày 22 tháng 5 năm 2024 tại Dublin, Cộng hòa Ireland.

## Trận đấu

### Thông tin chi tiết
Đội giành chiến thắng ở trận bán kết thứ nhất sẽ được chọn làm đội "chủ nhà" cho mục đích hành chính.
| Đội thắng BK1 | v | Đội thắng BK2 |
| ------------- | - | ------------- |
|               |   |               |

|  | Luật trận đấu - 90 phút (chính thức). - 30 phút hiệp phụ nếu tỷ số hòa trong thời gian thi đấu chính thức. - Đá luân lưu 11m nếu hòa trong cả thời gian thi đấu chính thức và hiệp phụ. - Tối đa 12 cầu thủ trên ghế dự bị. - Tối đa 5 quyền thay người trong trận, thêm 1 quyền nếu có hiệp phụ. - Tối đa 3 lượt thay người trong thời gian thi đấu chính, thêm 1 lượt trong hiệp phụ. |